# Yannis Goumas
Yannis Goumas (Grieks: Ιοάννης Γκούμας) (Larissa, 24 mei 1975) is een Grieks voormalig betaald voetballer die bij voorkeur in de verdediging speelde. Hij kwam zijn hele profcarrière van seizoen 1994-'95 tot en met 2008-'09 uit voor Panathinaikos FC uitkomt. Hij speelt al zijn hele carrière bij de succesvolle Griekse ploeg. Daarmee werd hij drie keer Grieks landskampioen (1995, 1996, 2004) en won hij drie keer de Beker van Griekenland (1994, 1995, 2004).
Goumas speelde van 1997 tot en met 2008 45 interlands voor de Griekse nationale ploeg. Hij werd met Griekenland Europees kampioen op het EK 2004. Goumas speelde eerder 21 iwedstrijden voor de Griekse U-21.
1 Nikopolidis · 
2 Seitaridis ·
3 Venetidis ·
4 Dabizas ·
5 Dellas ·
6 Basinas ·
7 Zagorakis  ·
8 Giannakopoulos ·
9 Charisteas ·
10 Tsiartas ·
11 Nikolaidis ·
12 Chalkias ·
13 Katergiannakis ·
14 Fyssas ·
15 Vryzas ·
16 Kafes ·
17 Georgiadis ·
18 Goumas ·
19 Kapsis ·
20 Karagounis ·
21 Katsouranis ·
22 Papadopoulos ·
23 Lakis ·
Coach: Rehhagel